# 誓願寺 (福島市)
誓願寺（せいがんじ）は、福島県福島市五月町にある浄土宗の寺院。山号は福島山、院号は廣大院。

## 概要
浄土宗名越派奥州総本山の専称寺の直末寺として開山した。現在は浄土宗に統括されている。

## 寺紋

うめばち 梅鉢

## 所在地
所在地
- 福島県福島市五月町11番13号

交通
- 鉄道
  - 福島駅（JR東日本・阿武隈急行・福島交通) 徒歩で10分